# Galerus

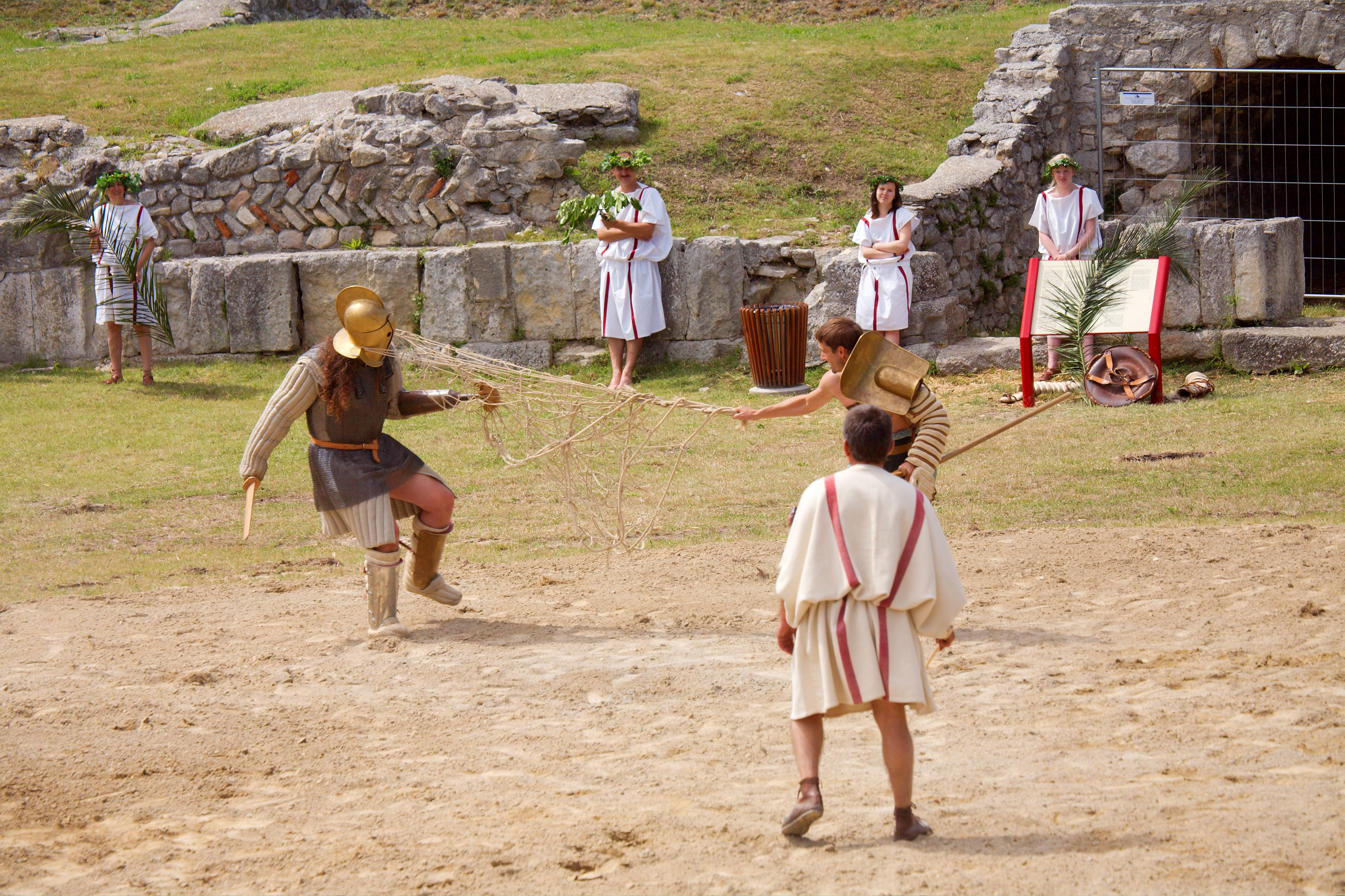
Retiarius mit Galerus

Der galerus (lat.) war ein metallener Schutzschirm, der zur Rüstung eines römischen Gladiators, des retiarius, gehörte. Der galerus war am oberen Ende des Armschutzes (manica) an der Schulter des retiarius befestigt.
Die Bezeichnung galerus stammt aus der 8. Satire Iuvenals (VIII, 208). Dort macht sich Iuvenal über einen dekadenten Adeligen lustig, der als Gladiator kämpft. Galerus  bezeichnet eigentlich eine Kappe oder Perücke, und es ist umstritten, ob es die authentische Bezeichnung für den Schulterschirm des retiarius ist. Trotzdem hat sich diese Bezeichnung in der Neuzeit eingebürgert. In einer anderen Satire (VI, 11) verwendet Iuvenal noch einen anderen Ausdruck für den Schulterschirm, nämlich munimenta humeri (lat. Schulterbollwerk).

## Aussehen desgalerus

Schulterschirm

Die galeri, die in Pompeji ausgegraben wurden, bestehen aus einer Metallplatte mit einer Halbröhre in der Mitte. Oberhalb der Halbröhre ist der galerus in Richtung Halbröhre gebogen. Der galerus wurde mittels zweier Ösen auf den Polsterärmel (manica) gebunden und reichte von der Schulter bis zur Mitte des Oberarms. Sein Gewicht beträgt ca. 1,2 kg.